# WebLOAD
WebLOAD是负载测试工具，性能测试、压力测试的Web应用程序。该Web和移动负载测试和分析工具出自RadView Software。负载测试工具WebLOAD将性能，可扩展性和完整性作为一个单一的过程来整合网络和移动应用程序的验证。它可以模拟成千上万的并发用户，可以测试大量负载，并报告应用程序中的瓶颈，约束和弱点。
WebLOAD使用其多协议支持来模拟数十万用户的流量，并提供有关应用程序在负载下的行为的分析数据。WebLOAD监控和整合来自被测系统的各个组件的统计信息：服务器、应用服务器、数据库、网络、负载均衡器、防火墙等，还可以监视最终用户体验和服务级别协议（SLA）的合规性生产环境。

## 历史
WebLOAD于1997年8月首次推出。自推出以来，RadView已经发布了20多个版本的WebLOAD。
| 版本   | 发布日期   | 注释 |
| ------ | ---------- | --- |
| 8.5    | 2010年6月  | 基于AJAX的应用程序/并排视图（Side-by-Side Views）                                                            |
| 8.6    | 2010年12月 | 新参数化管理器（New Parameterization Manager）/统计关联（Statistical Correlation）                           |
| 9.0    | 2012年8月  | 从云端（Cloud）加载测试/探测客户端（Probed Client）统计信息/扩展验证（Extended Validation）引擎              |
| 10.0   | 2013年5月  | 新用户界面和用户体验/移动支持/IPv6/监控 - 通过SSH方式的Linux                                                 |
| 10.1   | 2013年12月 | Jenkins的插件/与AppDynamics集成                                                                              |
| 10.2   | 2014年12月 | Web仪表板（Dashboard）/WebSockets测试/与Perfecto Mobile集成/与Dynatrace集成/JSON支持                         |
| 10.3   | 2015年10月 | 推送技术支持/使用Selenium (software)的WebDriver进行负载测试/与Git存储库集成/XMLHttpRequest对象（Object）支持 |
| 10.3.1 | 2016年2月  | 能够在执行期间冻结和解冻测试/与New Relic集成/ Ranorex和Original Software的测试驱动器（Test Drive）支持       |

## 功能
WebLOAD的功能包括：
- IDE 用于视觉记录，编辑和调试负载测试脚本的集成开发环境。WebLOAD的基于代理的记录器记录HTTP活动。测试以JavaScript生成，可以使用IDE中的各种工具进行增强和编辑。[6]
- 关联 动态值（如会话ID）的自动关联使脚本能够与多个虚拟客户机动态执行。[7][8]
- 负载生成 WebLOAD从本地机器或云端生成负载。[9]
- 分析 一组预定义的分析报告提供了性能数据，帮助用户识别瓶颈。报告和分析数据也可以通过可定制的Web仪表板进行远程查看。[10]
- PMM 测试运行期间收集服务器端统计信息，为用户提供根本原因分析的附加数据。
- Web仪表板 分析任何浏览器或移动设备的性能测试结果。[11]